# Большой проспект Васильевского острова
Большо́й проспе́кт Васи́льевского о́строва, сокращенно Большо́й проспе́кт (пр.) В. О. — одна из главных магистралей Васильевского острова в Санкт-Петербурге. Начинается у 1-й линии и доходит до Наличной улицы и площади Морской Славы.

## Расположение
В своём начале Большой проспект пересекает улицу Репина, затем — все линии Васильевского острова от 2-й до 27-й. От перекрёстка с 22—23-й линией влево от Большого проспекта отходит Косая линия. Здесь же заканчивается бульвар по чётной стороне Большого проспекта. У домов № 70-72 вправо отходит Клубный переулок. Между 22—23-й линией, Клубным переулком, Большим проспектом и Средним проспектом расположен сад «Василеостровец». Затем Большой проспект пересекает Детскую улицу. Далее справа к нему примыкают Канареечная улица, улица Шевченко, Вёсельная улица, Гаванская улица и Опочинина улица. У окончания проспекта, на углу Наличной улицы находится Опочининский сад.

## История
Проспект возник в начале XVIII века на месте большой просеки, прорубленной от усадьбы князя Меншикова к взморью. При планировке застройки Васильевского острова архитектор Доменико Трезини отводил этой просеке роль будущей главной магистрали. На первых чертежах она именовалась Большим каналом, но запланированный канал так и не был прорыт (хотя ещё в указе 1724 года определялась его ширина в 40 саженей, а в 1737 году канал упоминался в указе Анны Иоанновны). С 1730-х годов трассу называли Большой першпективной улицей, «Большой проспективой» а затем — Большой першпективой.
К 1730-м годам застройка проспекта была деревянной (вследствие нехватки камня) и доходила до 13-й линии, а далее проспект по-прежнему представлял собой просеку через лес.
В конце 1730-х годов Комиссия о Санктпетербургском строении планировала превратить проспект в парадную аллею с каналами по обеим сторонам.
К 1750-м годам застройка дошла до 18-й линии, лес был вырублен. За 18-й линией справа от дороги образовалась болотистая местность, названная Смоленским полем (согласно преданию, в первые годы строительства Санкт-Петербурга на южном берегу Чёрной речки (Смоленки), на Васильевском острове, погребли рабочих артели плотников и землекопов из Смоленской губернии, и с того времени поле у этого берега и вглубь Васильевского острова стали называть Смоленским; таким же образом получило название Смоленское православное кладбище). Вплоть до 1880-х годов Смоленское поле использовалось как место казни. В частности, 3 сентября 1866 года здесь был повешен революционер-террорист Д. В. Каракозов. В 1878 году здесь же казнили народовольца А. К. Соловьёва.
В 1767 году Екатерина II издала указ о благоустройстве Большой першпективы, согласно которому улицу следовало замостить (но только середину между «каналами», дренажными канавами, так как проспект был очень широк). В 1780-х годах магистраль стали называть Большим проспектом.
31 мая 1810 года Александр I распорядился устроить на Большом проспекте бульвары. Пустыри перед домами были отданы в частное владение с условием создания сквозной ограды (предполагалось, что владельцев участника обяжут создавать на территориях сады, но документально всё было оформлено так, что к 1880 году дома вышли на новые границы, и возникла необходимость расширять проспект; для решения требовалось выкупить землю у владельцев, снести постройки и бесплатно вернуть участки для палисадников, но это сочли дорогим, и в итоге от Косой линии до взморья проспект остался узким). В 1808—1811 годах по проекту архитектора Луиджи Руска на месте дренажных канав от 1-й до 6-й линии были сооружены кирпичные галереи. Над ними разбили аллеи. В 1826 году бульвары были переданы в собственность города.
С середины XIX века по территории Смоленского поля начали прокладывать новые улицы. Чётная сторона Большого проспекта за Княгининской (будущей Детской) улицей была застроена каменными домами (проспект стал одной из четырёх улиц Васильевского острова, на которых Комитет для строений и гидравлических работ обязывал именно каменное строительство), несмотря на планировавшееся здесь продолжение бульваров, и в этой части проспект стал более узким.
На участке между 25-й линией и Клубным переулком в 1880-х годах было отведено место для общественного сада. В 1886 году здесь на деньги василеостровских фабрикантов по проекту архитектора К. К. Андерсона было выстроен деревянный Василеостровский театр для рабочих. Здание театра, перестроенное в начале XX века Г. И. Люцедарским, стояло на этом месте до 1930-х годов.
В 1877 года по Большому проспекту шла конная железной дороги, к 1910 году на улице было электричество. В 1907 году конку заменил трамвай, под трассой был проложен водопровод. Продолжилась застройка проспекта доходными домами от 21-й линии до Детской улицы.
В советское время Большой проспект сначала назывался проспектом Фридриха Адлера (с 1918 по 1922 годы), а с 1922 года — проспектом Пролетарской Победы. В лету 1920 года все дома острова были национализированы. В это время по проекту архитектора И. А. Фомина объединили частные сады от 1-й до 6-й линии и на их месте устроили бульвары. В 1927—1932 годах проспект реконструировали по проекту архитекторов Л. А. Ильина и В. В. Данилова. Планируя новые аллеи (до 24-й линии), архитекторы воспользовались данными зимней аэрофотосъёмки, которая показала протоптанные пешеходами по снегу дорожки. По предложению Фомина у бывших частных садов были убраны ограды. Вместо одного проезда на проспекте появилось три: два боковых и 19-метровый центральный для транзитного транспорта (в дальнейшем эта схема стала использоваться во всех новых районах). В начале 1920-х годов вдоль проспекта проложили коллектор их бетонных блоков, система канализации была окончательно реконструкирована к 1935 году; в тот же период были обновлены трамвайные пути, дорожное покрытие и усилено освещение.
За время блокады Ленинграда на Большом проспекте бомбёжками было разрушено много зданий, а все деревянные строения были разобраны на дрова. В январе 1944 года магистрали вернули историческое название Большой проспект.
Послевоенное восстановление жилых домов, предприятий и учреждений проспекта было завершено к 1947 году.
В 1950 году Большой проспект был продлён до улицы Шевченко. В 1953 году сняли трамвайные пути, а булыжную мостовую заменили асфальтовой. В 1954 году по проспекту началось троллейбусное движение. Вдоль проспекта были установлены осветительные колонны, спроектированные архитектором В. С. Васильковским и скульптором В. В. Исаевой.
В 1968 году Большой проспект продлили до площади Морской Славы. Тогда для проведения международной выставки «Инрыбпром-68» был построен выставочный городок, получивший адрес Большой пр. 103. Теперь это — выставочный комплекс «Ленэкспо». В 1991—1997 годах проезжую часть огородили от бульваров металлической решёткой.
25.07.2014 распоряжением КГИОП № 10-417 бульвар Большого проспекта был включен в Единый государственный реестр объектов культурного наследия народов Российской Федерации.

## Достопримечательности

### Памятники
- В 1998 году праздновалось 300-летие учреждения Петром I ордена Андрея Первозванного. При создании пешеходной зоны на 6—7-й линиях, у их пересечения с Большим проспектом, близ Андреевского собора в честь этого события был установлен обелиск, открытый 27 мая 2001 года (архитекторы А. Казанков, Ю. Ситников). Также близ собора, на бульваре Большого проспекта 6 июля 2007 года был установлен бюст адмирала Ф. А. Головина — сподвижника Петра I, первого кавалера этого ордена (архитектор Г. Тяшкин, скульпторы А. Бортник, В. Аксенов, Ш. Сафарматов).
- На Большом проспекте находятся два памятника В. И. Ленину: перед зданием администрации Василеостровского района (дом № 55А) — открыт 18 июля 1930 года (скульпторы В. В. Козлов и А. В. Крыжановская, архитектор Й. А. Кумпис) и перед главным корпусом Покровской больницы (дом № 85) — установлен в 1934 году (скульптор В. Б. Пинчук)[20].
- Перед зданием пожарной части (Большой проспект, дом № 73) в 1995 году был установлен памятник бойцам-пожарным (архитектор В. В. Попов, скульптор Л. К. Лазарев).
- На бульваре Большого проспекта близ Дворца культуры им. С. М. Кирова (дом № 83) 12 июня 2006 года был установлен памятник Анатолию Собчаку (скульптор И. Корнеев)[21].

### Храмы
- В первые годы жизни города в самом начале проспекта существовала лютеранская община. При ней на месте дома № 1 работала приходская школа. В 1768—1771 годах для общины по проекту архитектора Ю. М. Фельтена была построена прямоугольная в плане двухъярусная лютеранская церковь Святой Екатерины немецкого прихода. Южную часть здания венчает небольшой купол на высоком барабане, удачно включённый в композицию главного фасада. Главный фасад с дорическим портиком типичен для архитектуры раннего классицизма. 
К 1917 году в состав немецкого прихода входили: богадельня для вдов, сиротский приют, училище для мальчиков на правах гимназии, женская гимназия, начальные школы для мальчиков и девочек. В 1930-х годах приход был расформирован. В 1990 году церковь возвращена верующим.  Объект культурного наследия № 7810144000№ 7810144000

- В 1729—1732 годах на пересечении с 6-й линией было построено первое деревянное здание Андреевского собора. В 1764—1780 годах на месте старого деревянного построено новое каменное здание собора (архитектор А. Ф. Вист, боковые приделы — Н. П. Гребенка). Храм построен в смешанном стиле, близком к стилю «ренессанс». Главный купол Андреевского собор обрамлён четырьмя главками, трапезная соединяет основной объём с двухъярусной шатровой колокольней, построенной в 1784—1786 годах. Стены обработаны пилястрами и прорезаны высокими полуциркульными окнами.
В первой половине 1870-х годов в соборе по проекту архитекторов Д. Д. Соколова и А. Р. Гешвенда была проведена система отопления и вентиляции, за проект которой авторы были удостоены серебряной медали на международной Гигиенической выставке в Брюсселе в 1876 году. С 1869 года при храме действовало Общество вспоможения бедным, содержавшее детский приют, дешевые квартиры для женщин, приют для неизлечимо больных и больницу с домовой церковью во имя Всех Святых. С 1881 года председателем этого крупнейшего в России приходского благотворительного общества был известный географ, почётный член Петербургской Академии наук, член Государственного совета, сенатор П. П. Семёнов-Тян-Шанский. 
 В 1938 году Андреевский собор был закрыт. Во время Великой Отечественной войны здание храма было оборудовано средствами ПВО для отражения налётов вражеской авиации. В результате артобстрелов и взрыва авиабомбы пострадали фасады и крыша, уникальный иконостас и интерьер были значительно повреждены. В 1947 году проводились восстановительные работы, по окончании которых здание собора передали институту ЛенморНИИпроект. В 1968—1970 годах начался реставрационный ремонт фасадов, интерьера, настенной живописи и иконостаса, при этом была закрашена известковой краской живопись в куполе. После 1980 года в храме поместили часть антропологических коллекций Института Этнографии. С 1990-х годов службы в соборе возобновлены[22].  Объект культурного наследия № 7810146000№ 7810146000

- В конце Большого проспекта находится церковь Милующей иконы Божией Матери. Она построена по проекту архитекторов В. А. Косякова и Д. К. Пруссака. Заложена в 1889 году в память коронования Александра III и Марии Фёдоровны. Освящена в 1898 году. Каменная церковь, увенчанная пятиглавием, построена в стиле храмов древней Византии и немного напоминает Софийский собор в Константинополе. Высота церкви от поверхности земли до подножия креста на главном куполе достигает 42 метров. Рядом с храмом размещались богадельня, детский приют, школа для сирот, благотворительное общество. 
В 1932 году советская власть закрыла храм, в здании была размещена учебно-техническая станция лёгкой водолазной подготовки. Храм возвращен верующим в 2006—2012 годах, ведется реставрация.  Объект культурного наследия № 7810151000№ 7810151000

### Общественные здания
- Дом № 12 (4-я линия, дом № 1—3Г). Здесь с 1769 года существовала литейная мастерская Академии художеств, где были отлиты бронзовые барельефы для памятника Петру I у Михайловского замка, бронзовая композиция для памятника А. В. Суворову у Марсова поля, Самсон и другие фигуры петергофских фонтанов. В 1805 году по проекту архитектора А. Д. Захарова возвели каменное двухэтажное здание новой литейной и установили новую плавильную печь системы архитектора А. А. Михайлова. Реконструкция была связана с крупным заказом для строительства Казанского собора. С 1805 по 1811 год были созданы статуи северного портика и бронзовые барельефы дверей собора, позднее — памятники И. А. Крылову в Летнем саду и Николаю I на Исаакиевской площади, скульптуры Аничкова моста. В 1860-х годах работа над крупными монументами перешла к заводам, а в следующем десятилетии строения Литейного двора подверглись полной перестройке, слились в одно здание. В настоящее время в здании располагаются скульптурные мастерские и службы Института имени И. Е. Репина.  памятник архитектуры (вновь выявленный объект)[23]
- Дом № 17 (5-я линия, дом № 16А) В 1858—1866 годах одну из квартир арендовала учительница Э. П. Шаффе для своей частной гимназии. С 1871 года гимназия занимала весь дом. К тому времени она получила статус перворазрядного учебного заведения. В 1868 году также открылся первый в Санкт-Петербурге детский сад, который работал и в советское время, в том числе во время блокады. Об этом гласит мемориальная доска, которая висит внутри детского сада.  памятник архитектуры (вновь выявленный объект)[23]

- Дом № 18 (6-я линия, дом № 9, Бугский переулок, дом № 3). В 1789—1790 годах на Большой першпективе были открыты торговые ряды, известные сейчас как Андреевский рынок. В 1891—1892 годах по проекту архитектора П. Ю. Сюзора и инженера О. Г. Креля был построен металлический корпус Андреевского рынка (не сохранился). В 1959 году по проекту архитектора М. Я. Климентова построен новый корпус Андреевского рынка.  Объект культурного наследия № 7810145000№ 7810145000
- Дом № 19 (Волжский переулок, дом № 9) был возведен в 1817—1818 годах как доходный. В 1860-х годах владельцем дома стал граф Г. А. Кушелев-Безбородко, который основал тут приют для младенцев, который также обеспечивал небогатые семьи кормилицами. В начале XX века он именовался Василеостровским Мариинским приютом.  памятник архитектуры (вновь выявленный объект)[23]
- Дом № 23 (7-я линия, дом № 24). С середины XIX века дом занимал трактир «Золотой олень» («Олень») с гостиницей. Перед трактиром на бульваре проспекта был огороженный небольшой увеселительный сад. Осенью 1863 года в одном из номеров «Золотого Оленя» поселился девятнадцатилетний И. Е. Репин, только что приехавший в Санкт-Петербург из Чугуева.

- Дом № 28 (9-я линия, дом № 12). Дом-особняк с мезонином построен в 1808—1810 годах для португальского консула и виноторговца Педро Лопеса. Дом служил не только его резиденцией, но и гостиницей для соотечественников, а громадные подвалы дома использовались под винный склад. В 1825 году здание было арендовано, а в 1829 году — приобретено Академией наук (главное здание которой располагалось неподалёку, на Университетской набережной) под типографию. Здесь, в числе прочего, печаталась газета «Санкт-Петербургские ведомости» — до 1875 года её издавала именно Академия наук. Перед домом разбит красивый цветник.  Объект культурного наследия № 7810147000№ 7810147000
- Дом № 34 (12-я линия, дом № 5) — здание Первого реального училища им. Александра II. Построено в 1855 году архитектором И. К. Риглером, перестроено в 1901 году архитектором Вас. А. Косяковым. Здесь учился писатель В. М. Гаршин.
- Дом № 36 (13-я линия, дом № 14). Здание Елизаветинского женского института, построено в 1827—1828 годах архитектором А. Е. Штаубертом, перестраивалось в 1853—1855 годах архитектором А. М. Ливеном. Женское Елизаветинское училище было основано в 1806 году как Дом трудолюбия, где воспитывались осиротевшие дочери младших офицеров. Позже училище было преобразовано в институт. В этом здании Елизаветинский институт находился до 1917 года.  памятник архитектуры (вновь выявленный объект)[23]

- Дом № 48 (17-я линия, дом № 12) — здание богадельни лютеранской церкви св. Петра. Построено в 1826—1827 годах архитектором П. С. Филипповым, приобретено церковью в 1860-х годах. С 1920-х годов здание заняли Дом просвещения им. Коминтерна и Василеостровский районный педагогический музей, а затем — Дом пионеров и школьников Василеостровского района, здесь же находился музей районной пионерской организации.  памятник архитектуры (вновь выявленный объект)[23]
- Дома № 49—51 (14-я линия, дома № 13—15) — Александринский женский приют, построен в 1897—1899 годах архитектором К. К. Шмидтом. Проект предусмотрел создание здания из трёх корпусов, расположенных в форме буквы «П». Александринский приют для женщин был учрежден Евангелическими приходами как родовспомогательное заведение. Приём рожениц осуществлялся без различия вероисповедания по мере свободных кроватей в любое время дня и ночи. Директор приюта К. Г. Видеман жил здесь же в старом деревянном доме на 14-й линии. В 1918 году приют был переименован в родильный дом им. Видемана (позднее — родильный дом № 1). В 1999 году здесь открылась многопрофильная клиника им. Н. И. Пирогова.  памятник архитектуры (вновь выявленный объект)[23]

- Дом № 55А — здание приюта (левая часть) и школы (правая часть) прихода лютеранской церкви св. Екатерины. Правая часть построена в 1885—1886 годах по проекту И. С. Китнера, левая часть — в 1908 году по проекту А. Р. Гавемана. В настоящее время правое здание занимает администрация Василеостровского района Санкт-Петербурга.  7831653000

- Дом № 65 — Госпиталь Финляндского полка. Бывший полковой госпиталь расквартированного на Косой линии Финляндского лейб-гвардии полка. Здание построено в 1818—1820 годах по проекту архитектора А. Е. Штауберта. В 1927 году в здании госпиталя расположился ДК им. Серго Орджоникидзе. Дом культуры был организован как клуб трудящихся Балтийского завода. В 1988 году Дом культуры переименован в ДК «Гавань», в нём находился музей Балтийского завода. В настоящее время — Дом Молодёжи Василеостровского района.  Объект культурного наследия № 7810149000№ 7810149000
- Дом № 67 — часовня, возведённая в 1903—1904 годах по проекту архитектора С. П. Кондратьева к 100-летию Финляндского полка и приписанная к домовой полковой церкви во имя св. Спиридона Тримифунтского, которая находилась в соседнем здании госпиталя. В 1919 году церковь была закрыта. Некоторое время службы продолжались в часовне, но вскоре и она была закрыта и разорена, а интерьер полностью уничтожен. Долгое время в часовне находился магазин «Цветы». В 1990-х годах часовня возвращена церкви, отремонтирована и вновь освящена во имя св. Спиридона Тримифунтского.  памятник архитектуры (вновь выявленный объект)[23]

- Дома № 71—73. В 1882 году Городская дума приняла решение о строительстве на углу 21-й линии и Большого проспекта зданий полицейского управления и пожарной Василеостровской части. Здания возвели в 1882—1884 годах по проекту В. Г. Шаламова. Участок делился деревянными заборами на три части: угловую занимало полицейское здание, по проспекту — пожарная часть, по 21-й линии — арестантское отделение. Все здания выполнены в едином кирпичном стиле.  памятник архитектуры (вновь выявленный объект)[23]
- Дом № 75 (22-я линия, дом № 7) — городской училищный дом им. С. П. Боткина. Построен частично на общественные средства в память о великом враче С. П. Боткине, о чём свидетельствует мозаичная надпись на фасаде (выполнена в мастерской Фроловых): «Городской дом С. П. Боткина для начальных училищ». Здание построено в 1891—1892 годах архитектором А. Р. Гешвендом (который спроектировал дом на общественных началах) при участии Б. А. Бржостовского.  памятник архитектуры (вновь выявленный объект)[23]
- Дом № 77 (23-я линия, дома № 14—16, 24-я линия, дом № 17) — комплекс зданий больницы Биржевого купечества в память Александра II. Больница построена в 1887—1889 годах по проекту архитектора В. А. Шретера. В июле 1919 года биржевая больница была переименована в больницу «В память Октябрьской революции», а в 1924 году реорганизована в детскую инфекционную больницу.  памятник архитектуры (вновь выявленный объект)[23]

- Дом № 85 (Детская улица, дом № 9) — здание Покровской больницы. Покровская Община Сестер милосердия была учреждена в 1858 году. В 1859 году ей был выделен участок под больницу на Смоленском поле, где началось строительство небольших каменных и деревянных флигелей под руководством архитектора Г. Х. Штегемана. В состав больницы входили отделение сестер милосердия, детское отделение, небольшой родильный приют, школа для мальчиков до 12 лет, больница с хирургическим бараком, амбулаторией и аптекой. Было организовано училище для подготовки фельдшериц, которое в 1878 году преобразовали в женскую гимназию. Главный корпус больницы — каменное красное здание в три этажа с церковью — было возведено в 1897—1899 годах по проекту архитектора В. В. Виндельбандта. В 1909—1910 годах к нему добавилось отдельное здание амбулатории, построенное по проекту архитектора К. К. Коха. В 1920 годах на базе существующих учреждений была открыта Гаванская общедоступная больница. В 1930 году больнице присвоили имя В. И. Ленина. Больница работала и в годы Великой Отечественной войны. В настоящее время — СПб ГУЗ «Городская Покровская больница».  памятник архитектуры (вновь выявленный объект)[23]

### Частные дома
- Дом № 2. В 1834—1835 годах архитектором Х. Х. Беком был построен трёхэтажный дом, позже надстроенный четвёртым этажом. Помещения первого этажа изначально были распланированы под торговые помещения, магазины здесь работают до сих пор. В этом доме с 1817 по 1830 год жил выдающийся мастер эпохи классицизма — архитектор В. П. Стасов. Здесь же в 1891—1898 годах жил В. В. Докучаев, основоположник отечественного почвоведения. В первой половине 1890-х годов, а затем в 1905—1909 годах здесь снимал квартиру профессор-химик (впоследствии академик) Д. П. Коновалов. С 1891 по 1919 год здесь жил профессор университета А. А. Иностранцев, с именем которого связаны геологические исследования севера России[24]).  памятник архитектуры (вновь выявленный объект)[23]

- Дом 3 (улица Репина, дом 16) — доходный дом М. А. Соловейчика. Перестройка 1907 года — архитектор Б. И. Гиршович.  7802292000
- Дом 4 — доходный дом В. М. Солошича. Здесь в ноябре 1846 — феврале 1847 года Ф. М. Достоевский создал «ассоциацию», своеобразную коммуну. Кроме Достоевского в этой коммуне жили писатель Д. В. Григорович, поэт А. Н. Майков, а также братья Бекетовы — Алексей, Андрей и Николай[25].
- Дом 5. В 1875—1876 годах на месте деревянного особняка архитектором К. К. Андерсоном был построен доходный дом купца Ю. А. Ломача. Среди тех, кто снимал здесь квартиры, в 1892—1894 годах был редактор первого в России научно-популярного журнала по метеорологии и климатологии «Метеорологический вестник» А. И. Воейков. К этому времени он был широко известен в стране и за рубежом как автор капитального труда «Климаты земного шара и в особенности России».

- Дом 6 (2-я линия, дом 13, улица Репина, дом 14) — доходный дом В. Ф. Громова, построен в 1858—1859 годах по проекту архитектора Г. И. Винтергальтера. В 1860—1861 годах в этом доме жил писатель Н. Г. Чернышевский. Летом 1912 года сюда с 1-й линии переехал музей Л. Н. Толстого. Музей работал до 1924 года, позднее материалы были переданы в Институт русской литературы. В этом же доме жила семья Савичевых. Написанный здесь блокадный дневник Тани Савичевой стал известен всему миру. На доме имеется мемориальная доска.  памятник архитектуры (вновь выявленный объект)[23]
- Дом 8 (3-я линия, дом 4). В 1840—1841 годах по заказу купца В. Ф. Юнкера архитектор Е. Т. Цолликофер надстроил здание вторым и третьим этажами, продлив его как по проспекту, так и по 3-й линии до границ с соседями. В композиции решетки под аркой ворот уцелела дата завершения строительства дома — «1841» и вензель владельца — «В. Ю.». В этом доме, в квартире 20 в ноябре 1895 года состоялось собрание организации «Союз борьбы за освобождение рабочего класса» с участием В. И. Ленина (имеется мемориальная доска).  7800000060

- Дом 10 — дом купца А. Ф. Юнкера. Построен в 1854—1855 годах архитектором Р. А. Гёдике, позднее перестраивался (арх. Ф. Крюгер, арх. В. Ф. Габерцеттель). С 1918 года в доме находилась библиотека имени Л. Н. Толстого, которая работала даже в блокаду. В 1976 году дом был передан консульству ГДР. Сейчас здесь Дом немецкой экономики.  Объект культурного наследия № 7802293000№ 7802293000
- Дом 15 (4-я линия, дом 5). В 1878—1879 годах для крупного заводчика Л. Е. Кенига по проекту К. К. Рахау на месте двух отдельных участков был построен доходный дом. В 1905—1906 годах в этом доме жил художник Н. К. Рерих. Здесь у Рерихов родился второй сын Святослав, также ставший в будущем известным живописцем.  памятник архитектуры (вновь выявленный объект)[23]
- Дом 20 (7-я линия, дом 22) — дом с лавками Степановых. Построен в 1800—1809 годах, частично перестроен в 1910 году гражданским инженером С. М. Беляковым.  памятник архитектуры (вновь выявленный объект)[23]
- Дом 24 (Днепровский переулок, дом 6) — доходный дом Берха, построен в 1852—1853 годах архитектором К. И. Лоренценом на основе ранее существовавшего частного дома. В этом доме в 1915—1962 годах жил и работал художник-график Г. С. Верейский (имеется мемориальная доска).  памятник архитектуры (вновь выявленный объект)[23]
- Дом 26 (8-я линия, дом 19 литера А) — дом В. М. Солошича, построен в 1859 году архитектором К. И. Лоренценом на основе ранее существовавшего дома.  памятник архитектуры (вновь выявленный объект)[23]
- Дом 27 — доходный дом, гр. инж. Гимпель А. А., перестройка 1912—1913[26].
- Дом 29 (8-я линия, дом 21). Доходный дом аптекаря А. Р. Гёдике, а затем его сына — зодчего Р. А. Гёдике. Построен в 1836 году архитектором П. И. Габерцеттелем. С начала 1970-х годов в доме на первом этаже находится магазин «Старая книга», пользовавшийся большой популярностью среди букинистов и библиофилов.
- Дом 35 — доходный дом Е. Д. Калина. Построен в 1881 году архитектором Ф. К. Пуншелем. В 1887—1888 годах в одной из квартир жил известный учёный И. М. Сеченов.  памятник архитектуры (вновь выявленный объект)[23]
- Дом 37 (10-я линия, дом 5) — доходный дом Брейтфуса. Построен в 1862—1863 годах по проекту архитектора Р. А. Гёдике. Квартиру 5 на третьем этаже в 1868—1872 годах занимал издатель Н. П. Поляков. В 1920-х годах в доме жил писатель-символист Фёдор Сологуб.  Объект культурного наследия № 7802711000№ 7802711000
- Дом 38 (14-я линия, дом 11) — доходный дом Ю. К. Додоновой, построен в 1914—1915 годах по проекту Д. Д. Смирнова с включением существовавшего здания. Строгий и благородный по тону жилой дом напоминает постройки Ф. И. Лидваля, в архитектурной мастерской которого работал Смирнов.  памятник архитектуры (вновь выявленный объект)[23]
- Дом 39 (11-я линия, дом 14) — доходные дома И. В. Поспелова и К. В. Печаткиной. Шестиэтажный угловой дом в стиле модерн построен в 1912—1913 годах по проекту архитектора Н. И. Алексеева. В 1920—1930-х годах в этом доме жил архитектор С. С. Серафимов, в 1950—1970-х годах — известный филокартист Н. С. Тагрин, чья коллекция открыток хранится в фондах Государственного музея истории Санкт-Петербурга. С 1960-х по 2000-е годы первый этаж занимало кафе «Фрегат». Его отделку — стилизованные мотивы Санкт-Петербурга XVIII века — выполнил архитектор А. И. Акмен.  памятник архитектуры (вновь выявленный объект)[23]
- Дом 40 (15-я линия, дом 8). С 1868 года в этом доме жил композитор А. Н. Серов и его жена, пианистка В. С. Бергман, здесь же родился и провел детские годы их сын — художник В. А. Серов. Мемориальная доска установлена на доме со стороны 15-й линии.  Объект культурного наследия № 7802713000№ 7802713000
- Дом 44 — особняк купца С. П. Петрова (над воротами сохранился вензель «СП»). Построен в 1871—1872 годах по проекту архитектора И. Е. Иогансона.  памятник архитектуры (вновь выявленный объект)[23]

- Дом 46 16-я линия, дом 13) — доходный дом Б. Б. Глазова, построенный в 1904-1912 годах по проекту архитектора В. В. Шауба. В 1972 году на доме установлена мемориальная доска в связи со 100-летием И. Г. Бубнова — крупнейшего специалиста по проектированию и строительству подводных лодок, который жил в этом доме с 1895 по 1919 годы.  памятник архитектуры (вновь выявленный объект)[23]
- Дом 50 — доходный дом генерал-майора Н. П. Демидова, построен в 1910—1911 годах по проекту архитекторов В. А. Косякова и Г. А. Косякова. Здание построено в стиле модерн, фриз и фасад украшены керамическими деталями, изготовленными в мастерской П. К. Ваулина. Во дворе сохранились двух-трехэтажные флигели, построенные в 1879 году для тогдашнего владельца, швейцарского подданного Ф. И. Фирса архитектором И. И. Цимом. С 1913 по 1942 год в этом доме жил архитектор О. Р. Мунц, автор особняков и доходных домов, создатель проекта Волховский ГЭС.  7802294000
- Дом 54 (19-я линия, дом 14) — доходный дом Х. Г. Борхова, построен в 1911—1912 годах по проекту архитектора А. Ф. Барановского. Фасад дома декорирован гранитом и глазурованной плиткой. Как и в других постройках А. Ф. Барановского, здесь применен метод совмещения парадных и чёрных лестниц. Их разделяют перегородки, в которых помещены либо расписные стёкла, либо витражи. Расписные стёкла с растительным орнаментом сохранились в этом доме до настоящего времени.  7831686000 С 1912 года в доме жил историк и палеограф В. Н. Бенешевич[27].

- Дом 56 — доходный дом Х. Г. Борхова, построен в 1911—1912 годах по проекту архитектора А. Ф. Барановского[28]. В этом доме с 1925 по 1949 год жил выдающийся геолог Ю. А. Билибин (имеется мемориальная доска). В феврале 2014 года здание пострадало от пожара[29].  7831687000
- Дом 57 (16-я линия, дом 15) — доходный дом выдающегося архитектора Л. Н. Бенуа. Построен самим архитектором в 1913—1914 годах.  памятник архитектуры (вновь выявленный объект)[23]
- Дом 62 — доходный дом, арх. Шильдкнехт Н. А. (1903), Долгинов И. И. — перестройка и расширение (1912—1914)[30].
- Дом 63 (18-я линия, дом 17) — доходный дом А. К. Мюнстера, построенный в 1843—1844 годах по проекту архитектора Б. Спиндлера.  7831685000

- Дом 64 (22-я линия, дом 5) — доходный дом с мастерской (на втором этаже) мозаичиста В. А. Фролова по проекту А. И. Богданова (1899; надстроены и перестроены в 1914 году С. О. Овсянниковым). Мастерская основана в 1880 году и просуществовала до 1929 года. Во дворе сохранились мозаики. В этой мастерской были выполнены мозаики для Спаса-на-Крови, Кронштадтского Морского собора и многих других известных храмов и зданий. В. А. Фролов в советское время руководил мозаичной мастерской Академии Художеств, где были созданы первые советские мозаики — гербы СССР на фасадах Киевского вокзала в Москве, фриз для мавзолея В. И. Ленина, панно для станций московского метрополитена «Маяковская», «Новокузнецкая», «Автозаводская».  памятник архитектуры (вновь выявленный объект)[23]
- Дом 82. Шестиэтажный краснокирпичный дом построен в 1902—1905 годах по проекту арх. М. Ф. Еремеева. Архитектор строил его для своей жены А. А. Еремеевой, которая была врачом. В начале 1900-х годов здесь находился клуб рабочих Балтийского завода — это был зал на втором этаже, арендованный у хозяина чайной. В июне 1906 года в этом клубе на собрании социал-демократической организации Балтийского завода выступал В. И. Ленин (имеется мемориальная доска).  Объект культурного наследия № 7802717000№ 7802717000
- Дом 92. Небольшой элегантный дом в стиле северный модерн построен в 1904—1905 годах по проекту архитектора Ф. И. Лидваля для финского подданного Ю. П. Коллана[31].  7830474000
- Дом 97 (Гаванская улица, дом 2) — доходный дом Д. Ш. Каценеленбогена. Архитектор Н. Д. Каценеленбоген построил этот шестиэтажный доходный дом в 1908—1909 годах для своего отца.  памятник архитектуры (вновь выявленный объект)[23]

### Советский период
- Дом № 31 (9-я линия, дом № 14) — монументальное здание Института высокомолекулярных соединений РАН, построенное в 1956—1962 годах по проекту Б. М. Серебровского и П. И. Трубникова в стиле сталинский ампир.
- Дом № 68 — Василеостровская фабрика-кухня на пересечении Косой линии и Большого проспекта, образец конструктивизма (1930—1931, архитекторы А. К. Барутчев, И. А. Гильтер, И. А. Меерзон. В 2000 году здание было реконструировано в ТК «Балтийский» (архитекторы Ю. И. Земцов, М. О. Кондиайн и партнёры). В феврале 2024-го здание признали объектом культурного наследия регионального значения[32].
- Дом № 83 — Дворец культуры им. С. М. Кирова. Построен в 1930—1937 годах по проекту архитекторов С. Н. Козака и Н. А. Троцкого и стал самым большим Дворцом культуры в Ленинграде.  Объект культурного наследия № 7810150000№ 7810150000